# Das Attentat (1964)
Das Attentat ist ein tschechoslowakischer Film. Er wurde am 17. September 1965 in den Kinos der DDR erstmals im deutschen Sprachraum gezeigt.

## Handlung
Der Film stellt das Attentat auf den Reichsprotektor Reinhard Heydrich im Jahre 1942 und die anschließende Verfolgung der Attentätergruppe dar.

## Bemerkung
Als Werbeunterstützung erschien zum Film das Progress-Filmprogramm 86 (1965) mit einem Text von B. Nowak.

## Auszeichnungen
- 1965: Goldener Preis des IV. Internationalen Filmfestivals Moskau[2]